# Stanisław Dębski
Stanisław Dębski (ur. 16 kwietnia 1851 w Rawie Mazowieckiej, zm. 19 sierpnia 1917 w Łodzi) – polski drukarz, właściciel drukarni w Łodzi, wydawca gazet i książek, urzędnik magistratu łódzkiego.

## Życiorys
Syn Jana i Karoliny z Chybiszewskich. Korzystając ze swego stanowiska w łódzkim magistracie w 1896 r. w Łodzi założył drukarnię przy ul. Piotrkowskiej 69. W prawej oficynie na parterze była ustawiona maszyna drukarska „pośpieszna” i zecernia posiadająca niewielki asortyment czcionek i linii do składów zecerskich. Początkowo drukarnia wykonywała drobne prace akcydensowe o niewielkich nakładach.
W grudniu 1897 r. zawarł umowę z Wiktorem Czajewskim, wydawcą łódzkiej gazety codziennej „Rozwój”, na drukowanie tej gazety przez 4 miesiące. Pierwszy numer „Rozwoju” został wydrukowany z datą 20 listopada (2 grudnia) 1897 r. Była to druga gazeta w języku polskim w Łodzi. Niewielka liczba czcionek pozwoliła na złożenie i wydrukowanie tylko 4 stron gazety. Ów pierwszy numer gazety do druku łamał Józef Szcześniewski (późniejszy właściciel drukarni w Łodzi) a drukowany był przez doświadczonego maszynistę drukarskiego Antoniego Matjaszkiewicza. W tej drukarni pracował także doświadczony składacz-łamacz Jan Janiszewski, który składał i łamał „Dziennik Łódzki” (pierwszą polską gazetę w Łodzi) przez cały okres jej wydawania tj. 1884-1892 a wcześniej warszawski „Przegląd Tygodniowy”.
Zgodnie z umową gazeta była drukowana do ustalonego terminu. Po jego upływie drukarnia przeszła w posiadanie gazety „Rozwój”.
26 czerwca 1898 r. otworzył nową drukarnię przy ulicy Mikołajewskiej (obecnie ul. H. Sienkiewicza) 25, którą po uzyskaniu 21 sierpnia 1899 r. zgody gubernatora przeniósł na ul. Piotrkowską 39. Miał wówczas dwie cylindryczne ręczne maszyny pośpieszne: większą produkcji „Hamman” i mniejszą „Ligeburg” oraz maszynę nożną „Weiler – Liberty”.
W drukarni tej został wydrukowany pierwszy numer kolejnej łódzkiej gazety w języku polskim „Goniec Łódzki” i część następnych jego numerów. W różnych odstępach czasu gazeta ta była drukowana jeszcze w tej drukarni dwukrotnie.
Dopiero nabycie nowych maszyn i zwiększenie zapasu czcionek rozszerzyło zakres wykonywanych prac i dało możliwość zwiększania nakładów. Zaczął wydawać warszawskie wydawnictwa „Przeglądu Filozoficznego”, które ukazywały się w dwóch seriach, jedna z nich to „Filozofia Praktyczna”, a druga „Klasycy Filozofii”. Nakłady poszczególnych tytułów w obu seriach wynosiły po 1000 egzemplarzy. Drukował również popularne broszury z zakresu medycyny i higieny. Były to przeważnie przedruki z „Czasopisma Lekarskiego”, które wydawane było w latach 1899–1908 w różnych drukarniach na terenie Łodzi, w tym również okresowo w jego drukarni. Ponadto drukował powieści, nowele oraz książki dla dzieci o niewielkich nakładach, a także druki urzędowe, a w mniejszym stopniu druki akcydensowe.
Wydrukowano tu również dwie publikacje dla drukarzy: w 1907 r. Projekt regulaminu Zarządu Stowarzyszenia Drukarzy Łódzkich i w 1909 r. Sprawozdanie Stowarzyszenia Pracowników Drukarskich m. Łodzi i Powiatu Łódzkiego.
Musiał zmienić lokalizację, bo teren na którym była drukarnia przy ulicy Mikołajewskiej został w 1908 r. przeznaczony pod budowę nowej okazałej kamienicy i zostały rozebrane wszystkie budynki na obszernym placu składającym się z dwóch działek. W następnych latach został tam rzeczywiście wybudowany imponujący modernistyczny gmach pięciopiętrowego budynku mieszkalnego o wysokich kondygnacjach, który zdobi ulicę H. Sienkiewicza do dziś.
Zmienił zatem lokalizację swej drukarni na ulicę Długą (obecnie ulica Gdańska) 6. W 1908 r. drukowano tam „Czasopismo Lekarskie”.
W 1910 r. broszura Józefa Goliszewskiego Kto największy wróg na świecie była wydrukowana w nakładzie 10 000 egzemplarzy i był to jeden z większych nakładów (w tym czasie uchodziło to za wielką rzadkość) wydrukowanych w jego drukarni. Wydrukował łącznie ponad 60 publikacji o charakterze dziełowym.
Przez wszystkie lata działania drukarni pracował jednocześnie w magistracie łódzkim jako urzędnik, a drukarnią zarządzał jego syn Teodor, posiadający kwalifikacje maszynisty drukarskiego. Z powodu choroby syna, czyli faktycznego kierownika, drukarnia zaczęła chylić się ku upadkowi. Gdy w końcu 1912 r. sprzedał drukarnię Józefowi Wolfowi, uzasadniając sprzedaż brakiem czasu na jej prowadzenie, gubernator piotrkowski zamiast wydać na nią zezwolenie zażądał wyjaśnień od prezydenta Łodzi. Po przeprowadzeniu dochodzenia, pismem z 4 czerwca 1913 r. poinformowano gubernatora, że od początku istnienia drukarnią zarządzał syn właściciela Teodor, który od końca 1912 r. jest chory i drukarnia zaprzestała działalności. Drukarnia ostatecznie stała się własnością Józefa Wolfa, łódzkiego drukarza, który w tym samym lokalu prowadził ją dalej.
Zmarł 19 sierpnia 1917 r. w Łodzi, pochowany został na Starym Cmentarzu w Łodzi przy ul. Ogrodowej.